# International Rescue Committee
Het International Rescue Committee (IRC) is een wereldwijd actieve niet-gouvernementele noodhulporganisatie die zich inzet voor zowel vluchtelingen als oorlogsslachtoffers en slachtoffers van natuurrampen. Een van de initiatiefnemers was Albert Einstein.

## Geschiedenis
De rechtstreekse voorloper van het IRC was de International Relief Association, die in 1931 in Duitsland werd opgericht door twee linkse facties, KPO en de SAP, die de slachtoffers van staatsrepressie. Na de machtsovername door de nazi's in 1933 moest de organisatie uitwijken naar Parijs. In datzelfde jaar richtte Jay Lovestone, die eerder leider was van de Communistische Partij van de Verenigde Staten, samen met onder andere Einstein een Amerikaanse tak van het IRC op. In 1940 werd in de VS ook het Emergency Rescue Committee opgericht, om vluchtelingen uit Vichy-Frankrijk op te vangen. De beide organisaties gingen in 1942 samen, eerst onder de naam International Relief and Rescue Committee, wat later werd verkort tot de huidige naam.
Na de Tweede Wereldoorlog bleef het IRC zich inzetten voor vluchtelingen, onder meer uit Oost-Europa dat toen door het IJzeren Gordijn van West-Europa was gescheiden. Vanaf de jaren '50 zette de organisatie zich ook in voor vluchtelingen en oorlogsslachtoffers in Azië, onder meer de slachtoffers van de Eerste Indochinese Oorlog. Heden ten dage is de organisatie actief in meer dan 40 landen wereldwijd.
Het IRC stond aan de basis van een controversiële schatting van de excessieve mortaliteit in de DRC als gevolg van conflicten na de Rwandese Genocide. Volgens het IRC werd de overmatige sterfte geschat op 3,8 miljoen doden. Deze schatting werd aangevochten door een groep Belgische demografen die door een Europese instelling naar de DRC werden gestuurd om te helpen bij het opstellen van kieslijsten voor de DRC. Voor kruiscontroledoeleinden hebben zij een onderzoek uitgevoerd naar de overtollige sterfte in de DRC in de periode 1998-2004, die tot 183.000 doden kwam, twintig keer minder.